# 马西莫·卡斯塔尼亚
马西莫·卡斯塔尼亚（義大利語：Massimo Castagna，1961年10月12日—），意大利前男子排球运动员。他曾代表意大利国家队参加1988年夏季奥林匹克运动会排球比赛，结果获得第九名。